# Arrondissement Dreux
Dreux is een arrondissement van het Franse departement Eure-et-Loir in de regio Centre-Val de Loire. De onderprefectuur is Dreux.

## Kantons
Het arrondissement was tot 2014 samengesteld uit de volgende kantons:
- kanton Anet
- kanton Brezolles
- kanton Châteauneuf-en-Thymerais
- kanton Dreux-Est
- kanton Dreux-Ouest
- kanton Dreux-Sud
- kanton La Ferté-Vidame
- kanton Nogent-le-Roi
- kanton Senonches

Na de herindeling van de kantons bij decreet van 24 februari 2014, met uitwerking op 22 maart 2015 omvat het arrondissement de kantons : 
- kanton Anet
- kanton Dreux-1
- kanton Dreux-2
- kanton Épernon  (deel 10/23)
- kanton Saint-Lubin-des-Joncherets